# Encholirium irwinii
Encholirium irwinii är en gräsväxtart som beskrevs av Lyman Bradford Smith. Encholirium irwinii ingår i släktet Encholirium och familjen Bromeliaceae. Inga underarter finns listade i Catalogue of Life.